# El Viso del Alcor
El Viso del Alcor es un municipio español situado en la provincia de Sevilla, Andalucía. Con una población de 19.265 habitantes en 2023 y una extensión de 19,92 km², su densidad de población es de 1148,2 hab/km². El municipio se sitúa en la comarca de Los Alcores al igual que Carmona, Mairena del Alcor y Alcalá de Guadaíra; Los Alcores son una elevación en forma de meseta inclinada de poca altura que se levanta en medio de la Depresión del Guadalquivir en la provincia de Sevilla; estos municipios pertenecen administrativamente a dos comarcas distintas: El Viso del Alcor pertenece también a la Campiña de Carmona. A una altitud de 143 metros, el casco urbano se asienta en la ladera del Alcor mirando hacia la Vega.
La localidad se denomina El Viso del Alcor desde mediados del siglo XVII, y su Escudo Heráldico actual se aprobó en 1975, compuesto de escudo partido con banda de azur con Ave María en oro, banda en gules con Cruz de la Merced en plata, y Corona Real superior. Sustituyó al anterior con el Ave María, y antes el de los Señores de la Villa).

## Historia

### Prehistoria-Edad Antigua
Su tierra fértil, con las abundantes aguas que discurren por esta zona hacia la Vega y el terreno sedimentario, fueron una de las causas fundamentales del poblamiento de este territorio desde el Paleolítico (30000 - 10000 a. C.). Así, va a ser el Neolítico el periodo en el que se instalan los primeros poblados en la zona, entre el 4000 y el 2000 a. C.; prueba de ello son los yacimientos de La Alunada, el Cortijo del Moscoso, y el Alcaudete. 
Ya en el primer milenio anterior a nuestra era, los púnicos dejan huella en esta localidad, al construir torres defensivas para proteger campos y caminos, además de servir de refugio a la población en caso de peligro. La posterior romanización de la península ibérica (siglo I a. C. en adelante) hace que los poblados leales al bando púnico sucumban al Imperio romano, como es el caso de El Viso, que pasa a ser emplazamiento donde se ubican las villas de los grandes terratenientes hispanorromanos o villas rústicas. Ejemplo de esto son los restos encontrados en los yacimientos de la Estación, el Alcaudete, la Casita de Mortero, La Alunada, La Santa, y el Moscoso.

### Edad Media
El Viso pasa, tras la caída del Imperio romano (siglos IV - V), a rendir pleitesía a la monarquía visigoda imperante en la Península. La conquista musulmana de la Península (712 de nuestra era) hace que la población de la zona sea mayoritariamente de origen bereber (además de la hispana), fundiéndose ambas culturas y produciéndose el nacimiento del primer Viso, como consecuencia de la gran concentración poblacional en un lugar alto (cerro o alcor) ante las avanzadillas cristianas de la época. 
Los cristianos, en su asedio a la ciudad de Sevilla de los años 1246 a 1248 llevan a cabo el saqueo de la zona de Los Alcores, por lo que se talan y saquean los campos de Carmona y sus colindes, con la consiguiente gran deforestación que sufre la comarca. El Viso fue tomado el 12 de agosto de 1246 (festividad de San Eusebio), rindiéndose sus habitantes y gozando entonces de sus propiedades y practicar sus religiones y costumbres, dentro del Señorío de Carmona. Sin embargo, el sistema mixto de repoblación fracasó al producirse el levantamiento de los mudéjares en 1264, pasando la zona a un despoblamiento generalizado. No obstante, la Corona se afanó a fines del siglo XIII en repoblar la zona, debido a que se encontraba en la línea fronteriza, con torres y fortalezas importantes para su defensa, consolidándose núcleos poblacionales en Carmona y Mairena (El Viso prácticamente desapareció, quedando reducido a una simple finca rústica). Así, Carmona decide, en la primera mitad del siglo XIV, repoblar El Viso para que Mairena no se adueñase de más término del que le correspondía. 
Tras el enfrentamiento entre Pedro I (heredero legítimo de Alfonso XI) y su hermanastro Enrique de Trastámara (1369 - 1371), Carmona se inclina en favor del primero, por lo que tras el triunfo del Trastámara se le desposee (como castigo a esta infidelidad), entre otros lugares, de El Viso, que es concedido tras diversos avatares ocurridos entre 1382 a 1390 a Doña Elvira de Guzmán, viuda del Maestre de la Orden de Santiago, Don Gonzalo Mexía. Así, en 1399 ya es de su propiedad. 
La historia de El Viso en el siglo XV es rocambolesca, al pasar por varias manos, desde que los herederos de Doña Isabel Mexía (hija de Don Gonzalo y Doña Elvira) venden, antes de 1415, la mitad del lugar a Doña María de Mendoza, que dona su parte en 1415 a su hijo Gómez Suárez de Figueroa, el cual compra la otra mitad en 1417 a los herederos de Doña Isabel Mexía. Más tarde, Gómez Suárez y su mujer María de Torquemada venden, en 1422, una parte a Diego Rivera, y la otra a Joaquín Fernández de Mendoza, el cual vende su parte a Pedro Ponce de León, Señor de Mairena, a fines de este mismo año. Este último vende su parte a Diego de Rivera y su mujer Beatriz de Portocarrero, que desde 1424 son ya los únicos señores de El Viso, hasta que el Rey Juan II cambia, en 1430, las villas de Cañete La Real y Torre de Alháquime a cambio de este poblado, pasando entonces a jurisdicción Real, y en consecuencia a Carmona. Entre 1430 y 1440, este rey concede el lugar de El Viso a Juan Arias de Saavedra (su fiel vasallo en la Guerra de Granada), por entonces Alfaqueque Mayor de Castilla y alcalde y alguacil mayor de Sevilla y Alcalá de Guadaíra, contando el lugar de media legua de término. No obstante, esta superficie entre los años 1441 y 1444 no se consigue, al oponerse el Consejo de Carmona, por lo que ambas partes llegan a un acuerdo en 1444, teniendo El Viso menos término del prometido, pero a cambio goza de emancipación administrativa y religiosa, Mancomunidad de pastos con Carmona y libertad de paso e impuestos para con Sevilla, por lo que los vecinos de El Viso podían transitar libremente con sus ganados, cortar leña, coger espárragos y disfrutar de pastos, aguas, caza, leña, abrevaderos y demás usufructos de la vecina villa. Es de importancia vital este Señor de El Viso, Don Juan Arias de Saavedra, ya que además de darle un término propio e independiente le da unidad jurídica, al crear en 1456 un Mayorazgo éste y su mujer Doña Juana de Avellaneda, el cual pasaría en 1496 a su hijo primogénito Fernán Arias de Saavedra. Con posterioridad en 1540 , su sucesor, Juan Arias de Saavedra, I conde de Castellar y su mujer María Pérez de Guzmán y Manuel, nieta del I duque de Medina Sidonia, fundaron un mayorazgo para su hijo segundogénito Juan de Saavedra, I Señor del Moscoso, sobre los terrenos del actual cortijo del Moscoso, quedando el título de conde de Castellar y Señor de El Viso en su hermano Fernando, así como el resto del actual término municipal. 

### Edad Moderna
Es en esta época, cuando se crea el primer Concejo o Ayuntamiento de El Viso, que se constituirá de forma definitiva a mediados del siglo XV. El gobierno del pueblo estaba a cargo entonces de dos alcaldes ordinarios, un alguacil y dos regidores, que constituían el Concejo, Justicia y Regimiento de la villa; el Señor, por su parte, nombraba al alcalde mayor o gobernador para que velase por sus intereses y controlar el Cabildo Civil. Este Cabildo, por su parte, se dedicaba a vigilar la fuente, el mercado, el término, la delimitación del prado, las propiedades y sus frutos, y la moral y religiosidad. Así, Juan de Saavedra otorgó unas Ordenanzas municipales que regulaban la vida y relaciones sociales en la pequeña comunidad; en cuanto al poder de la Iglesia, queda de manifiesto ya que, además de otras obligaciones, todas las personas mayores de 15 años debían ir a misa después de tañir las campanas, teniendo pena de cárcel y de un real de multa las que lo incumpliesen. 
La población visueña dispone, ya desde fines del siglo XVI, de un pósito donde almacenar el grano para hacer frente a la escasez en periodos de carestía, situado en la plaza Sacristán Guerrero, que se traslada en el siglo XVIII al Ayuntamiento de la calle Real. En estos siglos (XIV al XVIII), la población goza de una alta tasa de natalidad, dedicándose la mayoría de ella a la agricultura (hay olivares y viñas en el Alcor, y se siembra trigo, cebada y cereales en la Vega), y una mínima parte realiza trabajos artesanos, tareas de carácter liberal, arrieros, panaderos, tenderos y regatones o recoveros (los cuales iban a Sevilla y Carmona a vender pan y productos de la tierra). Esto muestra la intensa actividad comercial que experimenta la villa en la época, la cual se ve favorecida en el siglo XVIII por la construcción de la nueva carretera que desde Madrid se dirigía a Cádiz (del arrecife o de los puertos). 
El carácter religioso de la población visueña de la época hace que se funden en la localidad Hermandades de diferente índole, tanto Sacramental (le da culto al Santísimo Sacramento), de Ánimas (hacen sufragios para salvar las almas del purgatorio), de Gloria (como la del Rosario), y de Penitencia (hacen estación de penitencia al Calvario, como la de la Soledad, de la Santa Vera-Cruz, o la de Jesús Nazareno). Asimismo, a lo largo del año se realizaban en la localidad una serie de fiestas, siendo la mayoría de carácter religioso, como: Epifanía. Manifestación, a comienzos del año, de la ofrenda de los Reyes Magos al Niño Jesús. San Sebastián (patrón del pueblo hasta 1630). Romería a la ermita de La Santa el 20 de enero. Carnaval, fiesta popular, antesala de la Semana Santa. Santa María del Alcor, fiestas religiosas y populares, celebradas el 25 de marzo. Semana Santa, fiesta cumbre de la Iglesia, que comenzaba el Domingo de Ramos con la procesión de Palmas, el Miércoles Santo se ponían altares en la iglesia, misa y visita al monumento el Jueves Santo, procesiones con flagelantes el Viernes Santo, y volteo de campanas el Sábado Santo. Cruz de Mayo, se realizan actos litúrgicos en honor de la Santa Cruz (representada en el Lignum Crucis), y fiestas populares mediante luminarias y hogueras. Corpus Christi, fiesta donde se le daba culto a la presencia real de Jesús Sacramentado, celebrada en el mes de junio. Santiago, fiesta en honor del patrón de España, celebrada en agosto. Asunción de la Virgen, fiesta en el mes de agosto en honor de la Virgen María. San Miguel, fiestas celebradas en septiembre en honor de este santo (la veleta de la iglesia presenta una imagen en su honor). Fiesta de los Difuntos, se dedicaba todo el mes de noviembre. Inmaculada Concepción, celebración del Dogma Concepcionista el 8 de diciembre, realizándose las vísperas luminarias en su honor (populares "hogueritas"). Aparte de estas, cuando se producía el nacimiento de un infante, coronación de un rey, llegada de los Señores a El Viso... se organizaban festejos en su honor.

### Edad Contemporánea
En los siglos XIX - XX, el Ayuntamiento continúa recaudando impuestos a los vecinos, tanto contribuciones como por productos y en puntos de recaudación donde se cobra por el paso de la entrada de mercancías en el pueblo, que estaban situados en la calle La Muela, calle Carmona, Cruz del Moro y el callejón de la Huerta de don Víctor. A cambio, este ofrecía una serie de servicios a los visueños, que mejoraban la vida de la comunidad, como son: El mercado, que en 1907 se inaugura un lugar céntrico destinado a la actividad mercantil, y en los años setenta ya otro nuevo. El matadero, creado en el último tercio del siglo XIX, erradicando gran parte de las malas condiciones higiénico-sanitarias de la población. La sanidad, pasando el Ayuntamiento de mantener a un médico y una matrona para el servicio de la comunidad desde el siglo XIX, a instalar un Consultorio municipal para servicio de la beneficencia. El cementerio, que a fines del siglo XVIII ya se trasladó desde su antiguo enclave de los aledaños de la parroquia (siendo enterradas las personas acomodadas en el templo), a la zona inmediatamente cercana a la ermita de San Sebastián, hasta que en 1882 pasa a su ubicación actual, siendo el mecenas del camposanto el visueños don Manuel Jiménez León (con la condición de que no se exhumase cadáver alguno de persona que no hubiese profesado la Religión Católica). 
A lo largo del siglo XIX nace una incipiente burguesía agraria en El Viso, que acaparará el poder político y económico, manifestando su opulencia al construir magníficas casas-palacios en las calles céntricas, donde disponen también de lugares de esparcimiento, como tabernas, espectáculos... frente a la ingente masa de jornaleros, desposeídos de toda fuente de riqueza, y un pequeño grupo de jornaleros propietarios de minúsculas heredades (con "soberaos" en las casas para almacenar los granos de las cosechas). 
A lo largo del siglo XX, la gran cantidad de pequeños propietarios y campesinos (frente a la nobleza y burguesía que concentra la propiedad de las tierras) sufre padecimientos y continuas crisis, por lo que el Ayuntamiento y los vecinos pudientes de la localidad los ayudan. Así, se arreglan calles, caminos, y plazas para darles sueldos y aliviar la situación de estos braceros. 
El proceso desamortizador que se lleva a cabo contra la iglesia en el siglo XIX influye de manera negativa en las Hermandades del pueblo, perdiendo el esplendor de antaño o incluso llegando a desaparecer muchas. Es a fines del siglo XX, cuando resurge con fuerza la Semana Santa visueña, llegando a procesionar varias Cofradías: La Borriquita el Domingo de Ramos, fundada en 1980, con el paso de la Sagrada Entrada de Jesús en Jerusalén y la Virgen de la Paz bajo palio. El Miércoles Santo procesiona la Hermandad del Cautivo, con Ntro. Padre Jesús Cautivo y la Virgen de la Amargura, que se funda en 1972. En 1940 se funda la Hermandad de la Vera-Cruz, que procesiona el Jueves Santo con el Cristo de la Vera-Cruz y la Virgen del Rosario. La Piedad, en la Madrugá, fundada en 1980 y cuyo Misterio procesiona en un solo paso. Ntro. Padre Jesús Nazareno y la Virgen del Mayor Dolor, procesionan el Viernes Santo por la mañana. La Hermandad del Nazareno fue fundada en el siglo XVII. El Viernes Santo por la tarde procesiona la Hermandad de los Dolores, fundada en 1923, y que está fusionada con la Hermandad Sacramental (creada en 1557), contando con el Cristo del Amor y la Virgen de los Dolores. 
Las fiestas que se celebran a lo largo del año tienen cambios según el periodo histórico por el que transcurran. Así, en el siglo XX, en El Viso tienen lugar festejos tales como: Fiesta del Árbol, que se celebraba por Real Decreto, mediante plantaciones de árboles en el pueblo. En 1937 deja de celebrarse, retomándose a finales de siglo. Cabalgata de Reyes Magos, la primera se realiza en 1965, con altibajos hasta que se constituye el Ateneo Popular. San Sebastián, romería sin santo, con "bambas" (columpios para juego de las muchachas) en las inmediaciones del cortijo de Alcaudete. Fiesta profana, celebrada hasta los años cincuenta. Carnaval, preludio de la Semana Santa, con importancia pero que desapareció en 1936, sin revitalizarse. Fue extrapolado a la noche de fin de año, cuando los vecinos se disfrazan para despedir el año. Semana Santa, que se consolida de forma plena tras la Guerra Civil. Cruz de Mayo, en el último tercio del siglo XIX se renueva, pasando a fiesta popular, más carente del sentido religioso primigenio. A principios del siglo XX se realizan corridas en una plaza de toros permanente, aunque el carácter religioso no decayó, realizándose una Misa Solemne y procesión con el Lignum Crucis hasta 1936. La ubicación de los festejos pasa, por su parte, por distintas ubicaciones a lo largo del siglo. Corpus Christi, por Breve Pontificio de fines de siglo XVII - principios del siglo XVIII se celebraba por la tarde, hasta los años ochenta, cuando se realiza al alba, hasta hoy día. Romería, Santa María del Alcor fue la patrona de El Viso y Mairena, celebrándose el 25 de marzo una Función en su honor, donde asistía la corporación municipal en pleno. En 1940 se funda la Hermandad de la Patrona, alcaldesa honoraria de la localidad ya por aquellos entonces, siendo el día de su celebración el 12 de septiembre (que sustituye al 8 de este mes). La romería se celebra en su honor, dirigiéndose el pueblo a la ermita de Alcaudete. 
El callejero de El Viso ha sufrido constantes alteraciones a lo largo de la historia, ampliándose debido al crecimiento de la población: En los siglos XVI al XVIII las casas se reducían al casco histórico de la villa. En el siglo XIX y la primera mitad del siglo XX se duplica hacia el norte. Durante la segunda mitad del siglo XX llega a cotas anteriormente inimaginables, construyéndose las barriadas del extrarradio del pueblo, lindando con Mairena incluso. 
Al comenzar la guerra civil en 1936 el alcalde era Luciano Cuevas León, uno de los pocos alcaldes que sobrevivieron a la guerra en la provincia de Sevilla.
Finalmente, cabe destacar el nuevo desarrollo que experimenta la localidad en la década de los años setenta del siglo XX, que llevó a El Viso a constituirse como una próspera población de gran actividad económica. Así, al pasear por el pueblo se puede disfrutar del parque de la Constitución (zona verde y de ocio), la plaza de la Recovera (erigida en honor de la mujer trabajadora), la calle Real (con sus casas señoriales), las calles del casco histórico (con sus cuestas y curvas de pasado árabe), la iglesia y convento del Corpus Christi (con un retablo mayor tardobarroco la primera y un claustro como eje del segundo, actual Ayuntamiento), la iglesia parroquial (de finales del siglo XV, con añadidos importantes), la torre neogótica del antiguo Consistorio (del siglo XIX), y el parque de La Muela (zona verde con un hermoso mirador que se asoma a la inmensidad de la Vega).

## Demografía
El Viso del Alcor cuenta con una población de 19 310 habitantes (INE 2024).
| Gráfica de evolución demográfica de El Viso del Alcor entre 1842 y 2021                                               |
| |
| Población de derecho según los censos de población del INE. Población de hecho según los censos de población del INE. |

| 15,918                    | 16,036 | 16,170 | 16,276 | 16,355 | 16,597 | 16,805 | 17,194 | 17,497 | 17,714 | 18,059 | 18,351 | 18,641 | 18,828 | 18,990 | 19,020 | 19,119 | 19,149 | 19,168 | 19,234 | 19,191 | 19,266 |
| (Fuente: INE [Consultar]) |        |        |        |        |        |        |        |        |        |        |        |        |        |        |        |        |        |        |        |        |        |

### Economía local
El Viso tiene una diversificada economía con importante participación de actividades en los siguientes sectores:
- Agricultura: En el regadío destacan el cultivo de patatas y naranjos. En el secano destacan por su importancia el trigo y el olivar.
- Ganadería: Contaba con un matadero municipal (Mavisa) de importancia en el ámbito autonómico.
- Industria: En este sector destacan actividades agroalimentarias desarrolladas por una importante cooperativa agrícola naranjera (CANLA), otra de transformación y manufactura de la aceituna (CAIVA) y una gran cantidad de pequeñas industrias auxiliares de la construcción. También destaca la elaboración de pastelería y confitería.
- Construcción: Tiene una vital importancia por el empleo que mantiene, las empresas tienen una relevancia fuera del municipio, y no se ciñen solo al núcleo de población visueño sino que se expanden incluso en provincias limítrofes.[cita requerida]
- Servicios: En este sector hay que destacar la hostelería, tanto por su cantidad como por su calidad, que tiene reconocimiento a nivel provincial con importantes restaurantes y productos de reconocido prestigio.[cita requerida]

El Viso del Alcor también tiene una empresa de telecomunicaciones Avatel (previamente llamada Vivacable), que forma parte de la asociación ACUTEL. Esta empresa nace hace varias décadas y es una empresa visueña, y proporciona televisión temática por cable (incluyendo la televisión Canal 12), acceso a Internet de banda ancha y telefonía fija. En la actualidad como novedad ofrece al pueblo línea de fibra óptica, y la nueva compañía de móvil, vivamovil; además se está ampliando la red al pueblo vecino de Mairena. Radio Alcores es una emisora municipal, que se puede escuchar en toda la provincia de Sevilla e incluso más allá de los límites de esta (107.9 FM).

#### Evolución de la deuda viva municipal
El concepto de deuda viva contempla sólo las deudas con cajas y bancos relativas a créditos financieros, valores de renta fija y préstamos o créditos transferidos a terceros, excluyéndose, por tanto, la deuda comercial.
| Gráfica de evolución de la deuda viva del Ayuntamiento de El Viso del Alcor entre 2008 y 2023                |
| |
| Deuda viva del Ayuntamiento de El Viso del Alcor, en miles de euros, según datos del Ministerio de Hacienda. |

## Administración

### Alcaldía
| Legislatura | Nombre                         | Partido político |
| ----------- | ------------------------------ | ---------------- |
| 1979–1983   | Juan Holgado Calderón          |                  |
| 1983–1987   | Juan Holgado Calderón          |                  |
| 1987–1991   | José Calabuig Fernández        |                  |
| 1991–1995   | Juan Holgado Calderón          |                  |
| 1995–1999   | Francisco José Vergara Huertas |                  |
| 1999–2003   | Francisco José Vergara Huertas |                  |
| 2003–2007   | Manuel García Benítez          |                  |
| 2007–2011   | Manuel García Benítez          |                  |
| 2011–2015   | Manuel García Benítez          |                  |
| 2015–2019   | Anabel Burgos Jiménez          |                  |
| 2019-       | Gabriel Santos Bonilla         |                  |

### Elecciones 2019
| Candidato/a    | Votos     |
| -------------- | --------- |
| Gabriel Santos | 10 (PSOE) |

## Fiestas

### Navidad
En el mes de diciembre se celebra en El Viso del Alcor la tradicional fiesta de "Las Hogueritas". En esta fiesta se hacen hogueras por todo el pueblo visueño la noche del 7 de diciembre, víspera del día de la Inmaculada, y en ellas las personas rodean la hoguera y allí se cantan villancicos navideños, disfrutando del ambiente con los familiares, vecinos y amigos. El Ayuntamiento hace un concurso de Hogueritas para ver qué hoguera es la mejor en volumen y en ambiente del pueblo.
Casi a mediados de diciembre se celebra "El Viso en Navidad", donde se exponen productos navideños del pueblo y se hacen concursos y actuaciones propios de estas fechas.
En Nochevieja la gente del pueblo se disfraza y va a la calle Real, donde se sitúa el ambiente de ese día. El Ayuntamiento realiza esa noche un concurso de Disfraces de Nochevieja en la plaza Sacristán Guerrero, emplazamiento clave del pueblo, enclavado junto al derruido y, más tarde, reconstruido palacio de los condes de Castelar (actual ayuntamiento) y la iglesia parroquial (de finales del siglo XV, con añadidos importantes).
El día de Reyes comienza desde bien temprano, cuando la comitiva real, compuesta de estrella de la ilusión, reina de la cabalgata, cartero real (que anteriormente ha salido para recoger las cartas de los niños visueños en su carroza) y los tres reyes magos, hace un recorrido a pie por el centro del pueblo que finaliza en la iglesia parroquial de Santa María del Alcor, donde se adora al niño Dios. 
Ya por la tarde, El Viso disfruta de una de las cabalgatas más reconocidas de la provincia, tanto por la cantidad de carrozas como por el gran número de personas que participan en ella, además de la cantidad de juguetes y golosinas que se reparten. El recorrido alcanza una gran parte del pueblo, llenando de alegría e ilusión cualquier rincón del municipio.

### Fiestas de la Santa Cruz
Las tradicionales fiestas de la Santa Cruz se celebran durante el mes de mayo. 
Previamente comienzan los concursos de fachadas, patios y escaparates. Para ello, los viseños, individualmente o en reuniones de vecinos, se esmeran en preparar sus altares a las cruces de mayo, que tradicionalmente son de romero, rodeadas de multitud de flores y atributos típicos como mantones de manila, sillas de enea o trajes de gitana. Normalmente se celebran durante el fin de semana anterior a las Fiestas de la Santa Cruz, propiamente dichas, que tienen lugar durante la primera semana de mayo.
Aunque podríamos llamar Fiestas de la Santa Cruz a la totalidad de eventos celebrados en el mes de mayo en El Viso en torno a la Cruz, los viseños utilizan este nombre para referirse exclusivamente a la celebración durante 5 días de la invención de la cruz, que comienzan el "miércoles de pescaito" y finalizan el domingo a las 24:00 con el tradicional castillo de fuegos artificiales.
Estas fiestas se celebran en el recinto ferial de La Tablada, hermoso mirador asomado a la vega desde donde se puede divisar casi la totalidad del pueblo. En él se ubica un gran número de casetas, públicas y privadas, todas ellas adornadas con sus correspondientes cruces de romero, además de las atracciones que harán las delicias de los más pequeños.
Una vez finalizadas las fiestas, y durante los fines de semana restantes del mes de mayo, tienen lugar las proceciones de los pasitos de las cruces de mayo, organizados por las distintas hermandades. Es tradicional que los balcones de las calles por donde pasan se adornen con mantones de manila. Además, se pueden encontrar varios altares de la cruz en distintos puntos de los recorridos.

### Semana Santa
Realizan estación de penitencia seis hermandades. Durante toda la Cuaresma van realizando sus cultos, que tienen como señal de partida el vía crucis que organiza el Consejo de Hermandades y Cofradías el día anterior al miércoles ceniza. El primer día de Cuaresma comienzan los cultos al Santísimo Cristo del Amor en la iglesia parroquial de Santa María del Alcor, y al día siguiente, da comienzo el triduo al Cristo de la Veracruz en la capilla del Rosario. El segundo martes de Cuaresma es la Hermandad de Nuestro Padre Jesús Nazareno la que celebra su anual y solemne Quinario en honor de su amantísimo Titular, finalizando con fiesta Principal de Instituto el Tercer Domingo de Cuaresma en la que sus hermanos hacen Protestación Solemne de Fe Católica y por la tarde culminan sus actos con el besamanos al Señor de El Viso, que es así como popularmente se le conoce a la talla de Jesús Nazareno. La Cuaresma finaliza con los cultos a Nuestra Señora de los Dolores y su función principal el Viernes de Dolores. 
En la tarde del Domingo de Ramos procesionan la Hermandad de la Borriquita y María Santísima de la Paz. Ambas imágenes son obra reciente de Luis Álvarez Duarte. El paso de palio de la Virgen de la Paz procesiona desde 2007.
Miércoles Santo por la tarde, procesiona Nuestro Padre Jesús Cautivo, obra de Jesús Domínguez al que se le incorporó nuevo rostro de Augusto Morilla. Tras el Señor, viene el paso de palio de María Santísima de la Amargura, obra anónima del siglo XVII.
El Jueves Santo, la Hermandad de Vera-Cruz y Rosario El Viso del Alcor hace su estación de penitencia. Esta hermandad fue fundada en 1940 por un grupo de jóvenes al frente de los cuales se encontraba Cándido Borrego. El Santísimo Cristo de la Veracruz es obra del trianero José Navia Campos y la dulce Virgen del Rosario del imaginero de Alcalá de Guadaíra, Manuel Pineda Calderón. Es especialmente emotiva la recogida de la Hermandad en la Capilla del Rosario.
La Madrugá visueña comienza con la estación de penitencia de la Hermandad de la Piedad. Las imágenes de esta corporación fueron realizadas por Antonio Dubé de Luque.
Con la salida desde la iglesia conventual del Corpus Christi de la Muy Antigua y Fervorosa Hermandad y Cofradía de Nuestro Padre Jesús Nazareno, María Santísima del Mayor Dolor y Traspaso y San Juan Evangelista y Nuestra Señora de la Merced al amanecer del Viernes Santo, da comienzo el Viernes Santo que procesionan Jesús (por la mañana) y la Virgen de los Dolores (por la tarde-noche), que son las imágenes de mayor devoción de cuantas hay en El Viso. La Hermandad de Jesús, que es como se conoce a esta cofradía en el pueblo, se fundó en los inicios del siglo XVII. Andrés Cansino fue el autor del Señor y del Cirineo que lo acompaña, mientras que la Virgen del Mayor Dolor y Traspaso y San Juan Evangelista, son imágenes de autores desconocidos del siglo XVIII. Esta hermandad posee banda de Cornetas y Tambores propia, denominada de Nuestra Señora de la Merced. Son especialmente emotivas la entrada y salida de la cofradía, dadas las reducidas dimensiones de la puerta. Este mismo día por la tarde procesiona la Antigua, Real e Ilustre Hermandad del Santísimo Sacramento, Animas Bendita y Santo Lignum Crucis y Cofradía de Nazarenos del Santísimo Cristo del Amor, Santo Entierro de Nuestro Señor Jesucristo y Nuestra Señora de los Dolores, conocida popularmente en la población como la Hermandad de "Los Dolores". Esta hermandad posee el título sacramental y es por tanto la más antigua del municipio. En su facción de penitencia, el Viernes Santo, procesiona al Santísimo Cristo del Amor y Nuestra Señora de los Dolores, esta última supone una de las devociones más importantes de la localidad, medalla de la Villa desde 1998 y Llave de oro del pueblo desde 2022. La imagen del Cristo del Amor es obra muy destacada de Juan Bautista Vázquez el Viejo, siendo la imagen más antigua que procesiona en la Semana Santa visueña, en cambio la Virgen de los Dolores es una imagen de comienzos del siglo XIX atribuida al círculo del murciano Francisco Salzillo. Esta hermandad destaca por la sobriedad y elegancia de su cortejo, por el gusto en estética y por el extenso patrimonio artístico que posee.
También se está fundando una nueva hermandad para el Martes Santo. Nuestro Padre Jesús de la Redención en el Beso de Judas, María Santísima de la Esperanza y Patriarca Bendito San José. La imagen de la Virgen es obra del escultor imaginero don Ventura Gómez Rodríguez, discípulo de don Luis Álvarez Duarte, realizada en el año 1999 y bendecida el 23 de octubre de ese mismo año en la parroquia de Santa María del Alcor y la imagen de Nuestro Padre Jesús de la Redención es del imaginero sevillano Fernando Aguado realizado en el año 2015 y bendecido el día 1 de junio del mismo año en la misma parroquia. Es una joven Hermandad. Salió por primera vez la imagen de la virgen tras el décimo aniversario fundacional de la Asociación y ya cuenta con más de 450 hermanos, considerándose como la única Hermandad de barrio de la villa, junto con la Hermandad de Gloría de la Virgen del Carmen, ambas del barrio del Huerto Queri.

### Fiestas patronales
Santa María del Alcor, conocida popularmente como «Alcora», es una imagen mariana venerada en la comarca de Los Alcores. En honor a ella se celebran en septiembre las conocidas fiestas patronales de El Viso del Alcor, que culminan con una de las mayores romerías de Andalucía. Las fiestas en honor de Santa María del Alcor se han convertido en unas de las más populares de la provincia de Sevilla, congregando cada año a miles de personas en los distintos días de fiesta, especialmente el día de la Virgen (12 de septiembre) y el día de su romería.

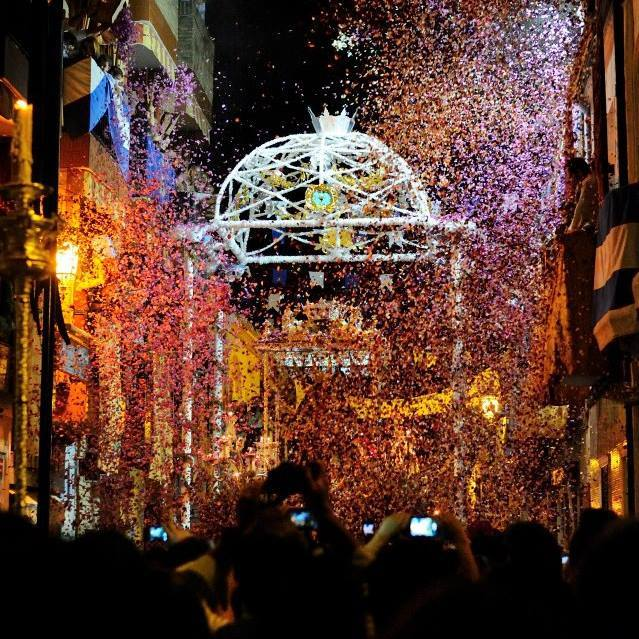
Procesión de Santa María del Alcor

Las fiestas patronales de El Viso del Alcor se celebran a lo largo de todo el mes de septiembre, comenzando el último sábado de agosto con la misa sabatina y besamanos de la Virgen y culminando de manera inigualable con la romería.

#### Presentación de los niños
A finales de los años 70, el sacerdote visueño don Nicasio Jiménez tuvo la idea de organizar y anunciar que la Virgen esperaba a todos los recién nacidos para acogerlos en su bendito regazo y rogar por ellos. La idea fue acogida con gran entusiasmo por las madres visueñas, de tal modo que pronto el acto tomó carácter dentro de la hermandad. Dicho acto se celebraba el 8 de septiembre, día de la natividad de la Virgen.
Actualmente la presentación de los niños se celebra el último domingo de agosto y ha alcanzado unos niveles de participación multitudinarios, llegando niños de todos los rincones de la comarca, incluso de la provincia, lo que hace que el acto dure hasta altas horas de la noche.

#### Novenas
Los cultos en honor de la Reina de Los Alcores consisten en una serie de Novenas que se celebran a partir del día 2 de septiembre y culminan el 10. Se llevan a cabo 3 celebraciones litúrgicas al día: misa matutina, novena de niños y novena vespertina. 

#### Ofrenda de nardos
El 11 de septiembre se celebra la ofrenda de los nardos que la virgen llevará al día siguiente en su paso cuando salga en procesión por las calles de El Viso del Alcor.
La totalidad de los miles de nardos que la Señora porta en su paso procesional son ofrecidos por los más pequeños devotos, que, tradicionalmente, llevan una vara de nardo por cada miembro de la familia. El olor del pueblo de El Viso en este día anuncia la inminente llegada de su día más grande.

#### Rosario y felicitación

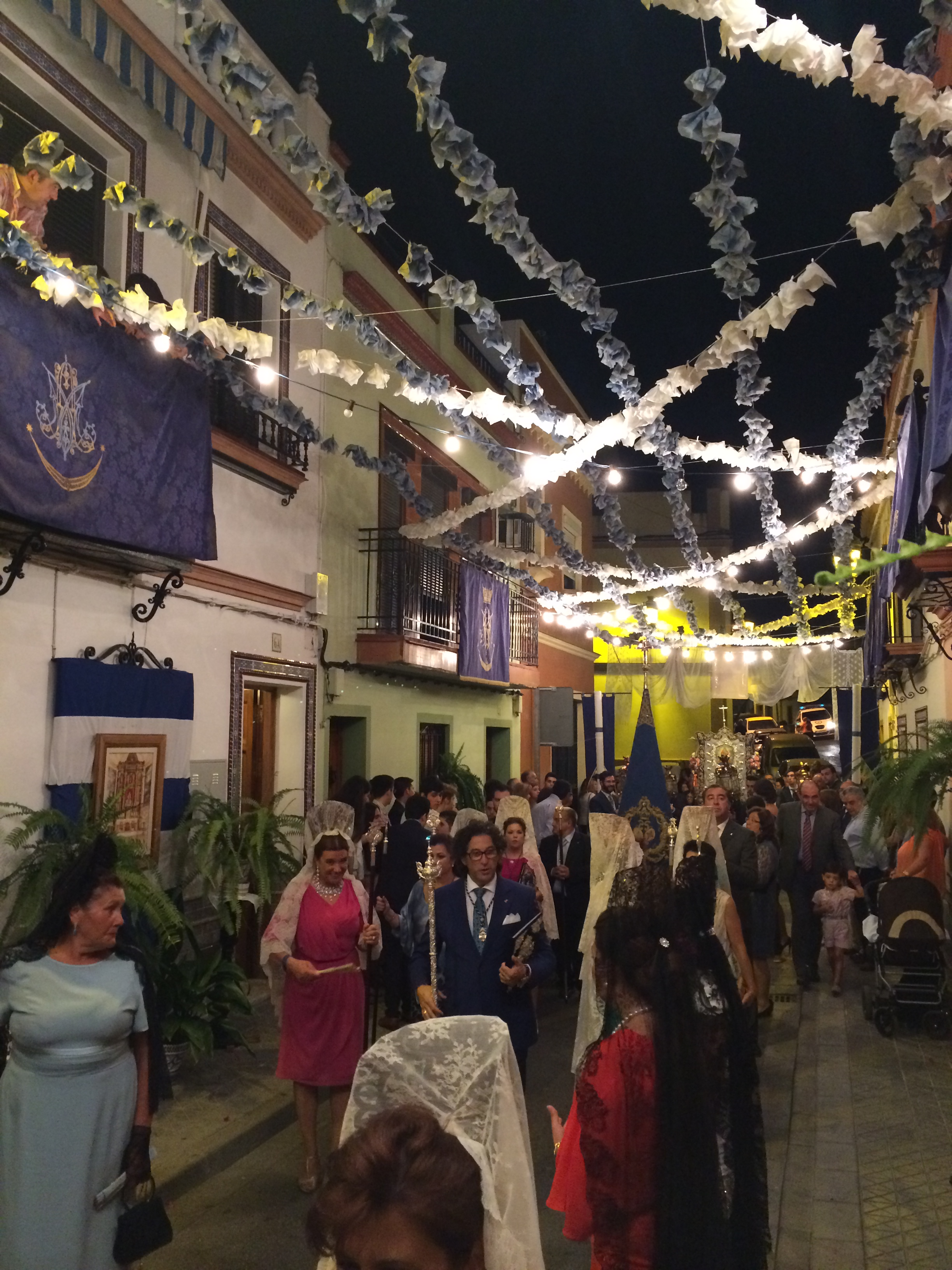
Rosario de Vísperas

En la noche del 11 de septiembre se celebra el Santo Rosario de Víspera, en el que el Simpecado de Santa María del Alcor recorre las calles del centro histórico de El Viso, saliendo de la capilla del Rosario y culminando el rezo en la parroquia de Santa María del Alcor. A la llegada del Simpecao a la iglesia parroquial, comienza el acto de la felicitación, en el que la persona designada felicita cara a cara y a modo de pregón a la Santísima Virgen por su día.

#### Chocolate y potaje
Los visueños celebran el día de la Virgen desde que empieza hasta que acaba. De esta forma, durante la noche del día 11 de septiembre, los vecinos se congregan en las calles para cenar a las puertas de sus casas y posteriormente tomar el tradicional chocolate, acompañado de los conocidos dulces de El Viso. 
De igual modo, el mismo día 12 de septiembre, llenan las calles de fiesta almorzando en ellas. Para este día, el plato típico es el potaje de garbanzos.
Cualquier foráneo que llegue a la localidad en este día, sabrá que el pueblo vive su día grande desde el momento que entre en él, y se sentirá como en casa, pues la amistosa personalidad de los vecinos hace que los turistas se sienten a las mesas a compartir su día con ellos.

#### La procesión

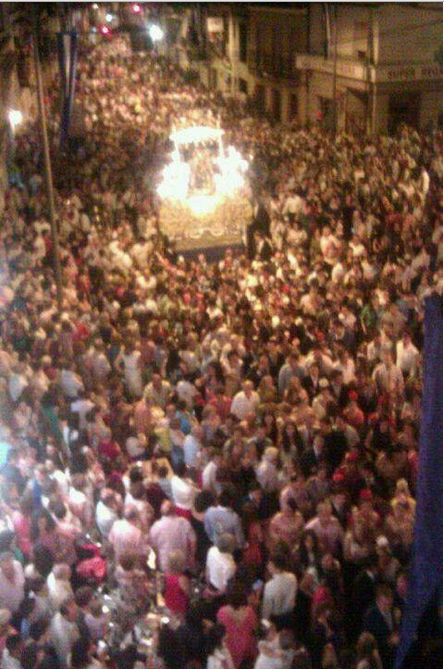
Procesión

La multitudinaria procesión de Santa María del Alcor convoca cada año a miles de personas que acuden a El Viso a contemplar tan importante manifestación de fe. A medida que el paso de la Señora avanza por las calles de su pueblo, se van sucediendo los vivas a la Virgen, los cantes, rezos y las tradicionales petaladas de buganvilla, claveles y rosas, que se producen en cualquier balcón o azotea.
Es curioso el hecho de que las mujeres acuden a la procesión vestidas con el traje tradicional de flamenca o gitana, lo que llena de alegría y colorido las calles.

#### La romería

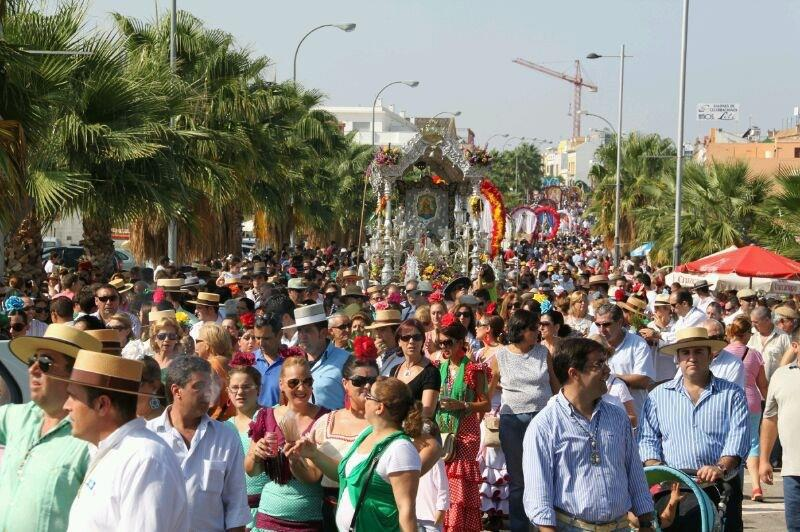
Romería de Santa María del Alcor.

La romería de Santa María del Alcor se celebra en la comarca de Los Alcores el domingo siguiente al 12 de septiembre. Conmemora cada año a miles de romeros en torno a la imagen de la Virgen en su Simpecado, el cual es trasladado en carreta de plata desde la iglesia parroquial de El Viso del Alcor hasta la ermita de Santa María del Alcor, ubicada junto al molino de San Miguel, en el paraje natural conocido como "Los Molinos de Alcaudete".
Los miles de romeros a pie, cientos de jinetes y decenas de carretas de bueyes que participan en el cortejo han hecho de esta celebración la tercera romería más importante de Andalucía, y a su vez de España, a la que llegan visitantes de todas las partes del mundo.

## Oferta educativa
En El Viso del Alcor funcionan actualmente 5 colegios (públicos), de educación infantil y primaria:
- CEIP Alcalde León Ríos
- CEIP Albaicín
- CEIP Rey Juan Carlos I
- CEIP Gil López
- CEIP La Alunada

Además, existen 2 institutos de educación secundaria:
- IES Profesor Juan Bautista
- IES Blas Infante

Cabe destacar que el IES Blas Infante podemos encontrar bachilleratos de Ciencias, Sociales y Humanidades. Además de los antes nombrados tipos de bachilleratos en dicho instituto de enseñanza también podemos obtener el graduado de ciclos formativos de grado medio de Atención a Personas en Situación de Dependencia y Administración y Gestión de Empresa. Y también hay que añadir que en IES Profesor Juan Bautista hay FPb (anteriormente llamado P.C.P.I.) de Jardinería y Botánica.

## Lugares destacados
- Piedra del gallo.
- Parroquia de Santa María del Alcor: edificio mudéjar tardío, de tres naves separadas por pilares, que soportan arcos de medio punto con alfiz, cubriéndose con alfarje. El retablo del altar mayor es obra de Ramón González Guisado, del año 1802.[4] En la cabecera existen dos capillas laterales con bóvedas de crucería, pero la cúpula del presbiterio es renacentista, con forma de media naranja y decoración de anillos concéntricos. En la nave del Evangelio se abre una capilla con media naranja, y dos en la nave de la Epístola, con el mismo tipo de cubierta. Al exterior, el templo presenta tres portadas en las tres fachadas, estas, muy sencillas, adinteladas, posiblemente obras de Diego Antonio Díaz, igual que la torre, realizadas en 1731.
- Iglesia del Convento del Corpus Christi (Orden Mercedaria).
- Capilla del Rosario.
- Balcón de Los Alcores.
- Parque de la Muela.
- Vía Verde de los Alcores: permite recorrer la comarca de los Alcores desde Alcalá de Guadaíra hasta Carmona. Tiene una distancia de unos 25 km y se sitúa sobre el trazado del antiguo tren que unía estos pueblos con Sevilla. Dificultad media.
- Túmulo de La Motilla.
- La Tablada ("La Tablá"): una meseta del periodo Cuaternario que posee una cota de 174 m.
- Fuente del Sol: en una de las laderas de "la Tablá". Hoy en día dentro del parque de la Muela,
- Mirador de El Calvario: el templete, ubicado en lo alto del monte Calvario, suponía la estación de penitencia correspondiente al antiguo Vía Crucis repartido por el pueblo en el siglo XVIII. Por esta razón se fijó como punto al cual realizan estación de penitencia las Cofradías en la Semana Santa, tradición que continúa hoy día.
- Plaza de la Recovera.
- Plaza del Ayuntamiento: con un edificio del siglo XVIII, antiguo pósito municipal, que albergó durante muchos años al Ayuntamiento, de fachada con doble arcada cerrada con rejas de forja, la característica torre y el reloj, además de un retablo cerámico a los pies del reloj, dedicado a la Inmaculada Concepción de María en el año 1954. Destaca también en la plaza la estatua del Corazón de Jesús, obra de Antonio Gavira, realizada por suscripción popular en 1961.
- Plaza Sacristán Guerrero: antiguamente denominada Plaza de los Sardinas. Tras una remodelación, fue ubicada en ella una fuente de azulejos y ladrillo. En esta plaza se situaba el antiguo palacio de Los Condes de Castellar, derribado y posteriormente reconstruido como sede actual del Ayuntamiento.
- Parque de La Constitución.

## Gastronomía

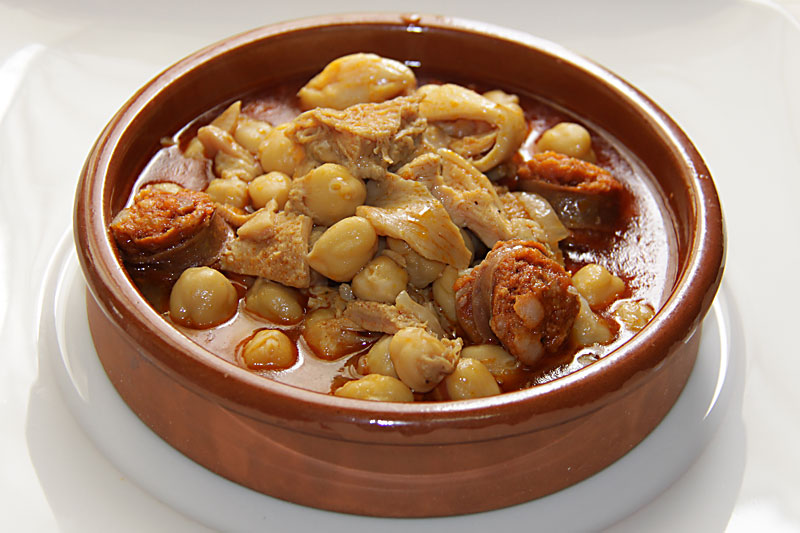
Menudo

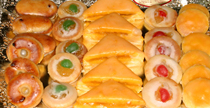
Pechugones

El plato típico en esta localidad es el menudo.
Referente de la gastronomía visueña, le ha dado fama internacional al pueblo alcoreño, pues sus restaurantes y bares son grandes exportadores este manjar. Realizado con carne de cerdo, el menudo de El Viso se ha convertido en un importante reclamo turístico y en cita ineludible para todo aquel que visita el municipio. El menudo más conocido y destacado es el de "Casa Capote", así como el del "Bar Oliva".
Otro aspecto a destacar de la gastronomía visueña es su rica y variada repostería. Las múltiples confiterías del pueblo llevan décadas preparando los más exquisitos dulces, reconocidos en toda la provincia. Destacan las magdalenas y los pechugones, que se decían los dulces preferidos de Alfonso XIII cuando visitaba Sevilla.